# Pogonocherus decoratus
Pogonocherus decoratus là một loài bọ cánh cứng trong họ Cerambycidae.